# Prostitution i Thailand
Omfanget af Prostitution i Thailand blev i en rapport i 2001 fra Verdenssundhedsorganisationen (WHO) anslået til at bestå af mellem 150.000 og 200.000 sexarbejdere.
I sin årlige menneskerettighedsrapport for 2008 konstaterede det amerikanske udenrigsministerium, at "En statslig undersøgelse i løbet af året viste, at der var 76.000 til 77.000 voksne prostituerede i registrerede "entertainment establishments".
Modsat mange udlændinges opfattelse, er sexindustrien ikke opstået i kølvandet på turisme eller de amerikanske troppers orlov under Vietnamkrigen. Sexindustrien var der længe før, og det største klientel er thaier og andre asiater, industriens udvidelse med den såkaldte sexturisme udgør kun en mindre del, anslået til under 10%. Turister oplever synlig prostitution i visse kvarterer af Bangkok, samt på en række feriedestinationer, især Pattaya og Phuket. Antallet af sexarbejdere er baseret på skøn, der fra mere officiel side anslås til 30.000-80.000, af mange NGO-grupper til 300.000-800.000, og af nogle kilder til at udgøre op mod to millioner.

## Menneskehandel og børneprostitution
Der har været tilfælde at prostitution med mindreårige, under 18 år og enkelte under 15 år, ofte i medierne omtalt som børneprostitution. Det er især foregået i de nordlige egne, og ofte enten unge piger fra etniske stammer eller fra nabolandene, fortrinsvis Burma og Laos. Folk fra etniske stammer betragtes ofte som værende et socialt lavere lag. Nogle tilfælde omtales som "tvungen prostitution". En af de senere medieomtalte sager vedrører provinsen Mae Hong Son i Den Gyldne Trekant på grænsen til Burma (Myanmar), hvor unge piger i 11 bordeller, angiveligt ejet af en politiofficer, blev tilbudt VIP-embedsmænd fra Bangkok. Det var en tradition når seniorbureaukrater kom på besøg, at de først blev budt på den bedste mad og drikke, og som "dessert" blev der serveret teenagepiger. Det var velkendt, at det var mindreårige piger, men sjældent diskuteret. Der er også rapporter om prostitution af unge under 18 år i andre områder, for eksempel om en mor, der solgte sin egen datter til sexhandel på et såkaldt "soapy massage"-etablissement i Bangkok. Da politiet ransagede etablissementet i Bangkok fortalte datteren, at der normalt også arbejdede andre piger under 18 år. Det viste at hendes mor tillige havde leveret unge piger til en Facebookprofil under navnet Amara Bee, som politiet allerede efterforskede. Den sag handlede om en 14-årig pige, der var stukket af hjemmefra. Hendes mor havde anmeldt, at pigen var lokket til sexarbejde i Nakhon Ratchasima gennem Facebooksiden Amara Bee. Politiet fandt frem til Amara Bee, som var en 15-årig pige, der for 1200 baht (ca. 250 dkk) formidlede unge piger mellem 14 og 16 år; blandt kunderne var tre lokale politikere. Myndighederne koncentrerede sig efterfølgende om at undersøge seks udvalgte geografiske områder i landet – størsteparten af de nævnte steder var ikke turistdestinationer – hvor mindreårig prostitution menes at kunne forekomme.